# Санта-Марія-де-Арнозу
Санта-Марія-де-Арнозу (порт. Santa Maria de Arnoso; МФА: [ˈsɐ̃.tɐ mɐ.ˈɾi.ɐ dɨ aɾ.ˈno.zu]) — парафія в Португалії, у муніципалітеті Віла-Нова-де-Фамалікан. Розташована в північно-західній частині країни, на теренах історичної португальської провінції Дору-Міню. Входить до складу округу Брага. За адміністративним поділом, чинним до 1976 року, терени парафії були складовою провінції Міню. Належить до Бразької архідіоцезії Католицької церкви. Патрон — Діва Марія. Площа — 3,9504 км². Населення — 1935 ос. (2011). Середньо урбанізований регіон. Густота населення — 489,82 осіб/км²
. Код — 031238.

## Назва
- Арнозу (Санта-Марія) (порт. Arnoso (Santa Maria)) — офіційна назва.

## Населення
| Кількість мешканців | Кількість мешканців | Кількість мешканців | Кількість мешканців | Кількість мешканців | Кількість мешканців | Кількість мешканців | Кількість мешканців | Кількість мешканців | Кількість мешканців | Кількість мешканців | Кількість мешканців | Кількість мешканців | Кількість мешканців | Кількість мешканців |
| ------------------- | ------------------- | ------------------- | ------------------- | ------------------- | ------------------- | ------------------- | ------------------- | ------------------- | ------------------- | ------------------- | ------------------- | ------------------- | ------------------- | ------------------- |
| 1864                | 1878                | 1890                | 1900                | 1911                | 1920                | 1930                | 1940                | 1950                | 1960                | 1970                | 1981                | 1991                | 2001                | 2011                |
| 747                 | 763                 | 751                 | 796                 | 870                 | 858                 | 663                 | 1 007               | 1 068               | 1 202               | 1 212               | 1 417               | 1 617               | 1 824               | 2 008               |